# 補完財
補完財（ほかんざい）とは、相互に補完して効用を得る財の関係のこと。交差価格弾力性が負の値をとる2つの財の関係である。
例としてはパンとジャム、自動車とガソリンなどがある。
補完財では、どちらかの財（第1財）の価格が上昇すると、もう一方の財（第2財）の需要は一緒に減ってしまう。反対に第1財の価格が下がったとき、両方の財の需要が増加する。このとき第2財は第1財の粗補完財であるといわれる。